# Hypolimnas imerina
Hypolimnas imerina är en fjärilsart som beskrevs av William Chapman Hewitson 1865. Hypolimnas imerina ingår i släktet Hypolimnas och familjen praktfjärilar. Inga underarter finns listade i Catalogue of Life.